# Список аэропортов Тринидада и Тобаго
Список аэропортов Тринидад и Тобаго:
Тринидад и Тобаго, официально Республика Тринидад и Тобаго — государство-архипелаг в южной части Карибского бассейна, расположенное к северо-востоку от Венесуэлы и к югу от Гренады на Малых Антильских островах. Он разделяет морские границы с другими странами, включая Барбадос на северо-востоке, Гайану на юго-востоке и Венесуэлу на юге и западе. Страна занимает площадь 5128 квадратных километров и состоит из двух основных островов, Тринидада и Тобаго, а также множества более мелких форм рельефа. Тринидад — самый крупный и густонаселëнный из островов.
Оба международных аэропорта страны управляются и эксплуатируются «Управлением аэропортов Тринидада и Тобаго», государственным учреждением созданным в 1979 году. Оно подчиняется министерству труда и транспорта.

## Список аэропортов
Жирным выделены аэропорты, регулярно осуществляющие коммерческие авиарейсы.
| Местоположение                 | Код аэропорта ИКАО | Код ИАТА | Аэропорт                                                         | Примечания                               |
| ------------------------------ | ------------------ | -------- | ---------------------------------------------------------------- | ---------------------------------------- |
| Порт-оф-Спейн, остров Тринидад | TTPP               | POS      | Международный аэропорт Пиарко                                    |                                          |
| Скарборо, остров Тобаго        | TTCP               | TAB      | Международный аэропорт имени Артура Наполеона Реймонда Робинсона | Также известен, как аэропорт Краун-Пойнт |
| Кува, остров Тринидад          | -                  | -        | Авиабаза Камден                                                  |                                          |